# 梅花女子大学短期大学部
梅花女子大学短期大学部（ばいかじょしだいがくたんきだいがくぶ、英語: Baika Junior College）は、かつて日本に存在した私立短期大学。
大阪府茨木市に本部を置き、学校法人梅花学園によって運営されていたが、2015年（平成27年）4月17日をもって廃止された。

## 概観

### 大学全体
キリスト教の教えに基づいた教育が行われていた。短大制度が発足した1950年に設置され、梅花女子大学に先駆けて開学した歴史と伝統のある短大となっている。学科体制は2学科と1学科2専攻（多いときで4専攻）となっている。

### 教育および研究
- 梅花女子大学短期大学部には、まず英語コミュニケーション学科があり、英語の4機能である聞く・話す・読む・書く力を伸ばすことがねらいとされている。オーストラリアへの留学制度もある。日本語表現科では、日本語と文学の知識を深め、社会で有用な表現能力を養うことがねらいとされている。生活科学科にはまず、造形デザイン専攻があり、ファッションデザインコース、インテリアクラフトコース、マンガ・イラストコースがあり、各コースとも卒業研究に向けた制作発表会がある。調理・製菓専攻では、調理エキスパートを育成する調理コース、製菓コース製菓の専門家を育てる製菓コース、調理学や製菓実習、栄養学、食品学など食を中心とした科目を学ぶ食彩コースがある。調理コースや製菓コースは、日本全国でも少数の調理師や製菓衛生師を養成する課程となっている。

### 学風および特色
- 梅花女子大学短期大学部は梅花女子大学のキャンパスに併設されている関係上、両者との交流が深く、卒業後その大学へ編入学する学生が毎年見受けられている。

## 沿革
- 1878年（明治11年）- 梅花女学校が開校。
- 1913年（大正2年）- 梅花高等女学校に改組。
- 1922年（大正11年）- 梅花女子専門学校に改組。
- 1950年（昭和25年）- 梅花短期大学（ばいかたんきだいがく）を設置。当初は豊中市にあった。英語科を設置。
- 1953年（昭和28年）- 英語科（3年制）の設置に伴い、英語科（旧来の2年制）を定員60人から40人に減員する[2]。
- 1959年（昭和34年）
  - 3月31日 - 英語科（3年制）廃止[2]。
  - 家政科増設（学生数：女85[3]）
- 1965年（昭和40年）- 英語科が一旦廃止される
- 1975年（昭和50年）- 英語科が再設置される（学生数：女219[4]）。
- 1981年（昭和56年）- 茨木市にキャンパスを移転する。
- 1987年（昭和62年）- 国語科を増設（学生数：女179[5]）。
- 1999年（平成11年）- 家政科を生活科学科に改称。
- 2000年（平成12年）- 学科名の改称が行われる。
  - 国語科→日本語表現科
  - 英語科→英語コミュニケーション学科
  - 生活科学科が専攻分離される。
    - 生活福祉学専攻
    - 住居学専攻
    - 生活健康学専攻
- 2002年（平成14年）- 生活科学科健康生活学専攻を以下の課程に改組。
  - 造形デザイン専攻
  - 調理・製菓専攻
- 2003年（平成15年）- 健康生活学専攻が正式に廃止される[2]。
- 2004年（平成16年）- 梅花女子大学短期大学部に学名変更。
- 2005年（平成17年）3月31日 - 生活科学科生活福祉学専攻および住居学専攻が正式に廃止される[2]。
- 2012年（平成24年）- 生活科学科の調理・製菓専攻が梅花女子大学食文化学部に改組される。
- 2013年（平成25年）- 学生募集をこの年度で終了。
- 2015年（平成27年）4月17日 - 廃止。

## 基礎データ
- 所在地：大阪府茨木市宿久庄2-19-5
- 交通アクセス：茨木駅・茨木市駅・石橋駅・北千里駅・千里中央駅からスクールバスが出ていた。

### 象徴
カレッジマークは大学と同じものとなっていた。

## 教育および研究

### 学科
- 英語コミュニケーション学科
- 日本語表現科
- 生活科学科
  - 造形デザイン専攻：「ファッションデザイン」、「インテリアクラフト」、「マンガ・イラスト」の各コースがあり、各コースとも卒業研究に向けた制作発表会がある。
  - 住居学専攻：「インテリア」・「建築」の各コースからなっていた。
  - 生活福祉学専攻：福祉分野のエキスパートを育てる専攻課程。
  - 生活健康学専攻：家庭生活に必要な科目が主となっていた。
  - 調理・製菓専攻：「調理」、「製菓」、「食彩」の各コース。調理師、製菓衛生師などを目指すカリキュラムが組まれていた。
- 英語科（3年制）：入学定員が20名となっていた。

#### 取得資格について
資格
- 調理師：調理・製菓専攻の調理コースに所属する必要があった。
- 介護福祉士：生活福祉学専攻にて設置されていた。

受験資格
- 製菓衛生師：調理・製菓専攻の製菓コースに所属する必要があった。
- 二級建築士：住居学専攻にて設置されていた。

教職課程
- 中学校教諭二種免許状が設けられていた[6][注 5]。
  - 英語：旧・英語科[6][7][8]（旧来の3年制英語科[注 1]にも設置[7]）
  - 家庭：旧・家政科[6][8]
  - 国語：旧・国語科[6][8]
- 当初は中学校教諭ほか高等学校教諭免許状（英語）の教職課程を英語科（2年制・3年制[注 1]）において併設[7]。

#### 研究
- 『梅花短期大学研究紀要』ほか

## 学生生活
クラブ活動や学園祭は基本的に、大学と合同となっていた。

## 大学関係者と組織

### 出身者
- 松居一代（女優）- 中途退学
- 堀川絵美（お笑いタレント）

## 施設

### キャンパス
施設は基本的に梅花女子大学と共用であったが、調理実習室・集団給食実習室・製菓実習室・食生活実習室などは短期大学部独自で使用していた。

## 対外関係

### 他大学との協定

#### アメリカ
- マウントユニオン大学（英語版）
- チャタム大学（英語版）
- イーロン大学（英語版）
- リンジー・ウィルソン大学（英語版）
- ポートランド州立大学

#### イギリス
- サリー大学（英語版）
- ウエストミンスター大学
- エディンバラ大学

#### オーストラリア
- モナッシュ大学
- オーストラリアカトリック大学
- クイーンズランド大学
- エディスコワン大学

#### カナダ
- ビクトリア大学
- ランガラ大学

#### 中国
- 上海外国語大学

#### 韓国
- 釜山外国語大学校
- 釜山情報大学

#### 台湾
- 明道大学

### 系列校
- 梅花女子大学
- 梅花中学校・高等学校